# Josep Puigmartí i Valls
Josep Puigmartí i Valls (Monistrol de Calders, 25 de julio de 1932-Sitges, 13 de agosto de 2020) fue un pintor y escultor español de formación autodidacta que desarrolló su estilo al margen de los convencionalismos y tendencias artísticas de cada época.

## Biografía
En 1944, cuando contaba con tan sólo once años, realizó su primera exposición junto a su padre en Castelltersol (Barcelona).
El hecho de no seguir de manera consciente ninguna tendencia concreta, le permitió investigar libremente diferentes corrientes artísticas como son el expresionismo, informalismo, art brut, arte póvera, dadaísmo, aunque el estilo con el que más cómodo se sintió en la pintura fue con el surrealismo onírico (Salvador Dalí, René Magritte) y el surrealismo automático (Joan Miró).
Durante los años 60, 70 y 80 del siglo XX, introdujo en sus pinturas surrealistas toda una iconografía propia de corte erótico que le valió la consideración de artista transgresor que practicaba un estilo provocativo, por parte de la crítica de la época.

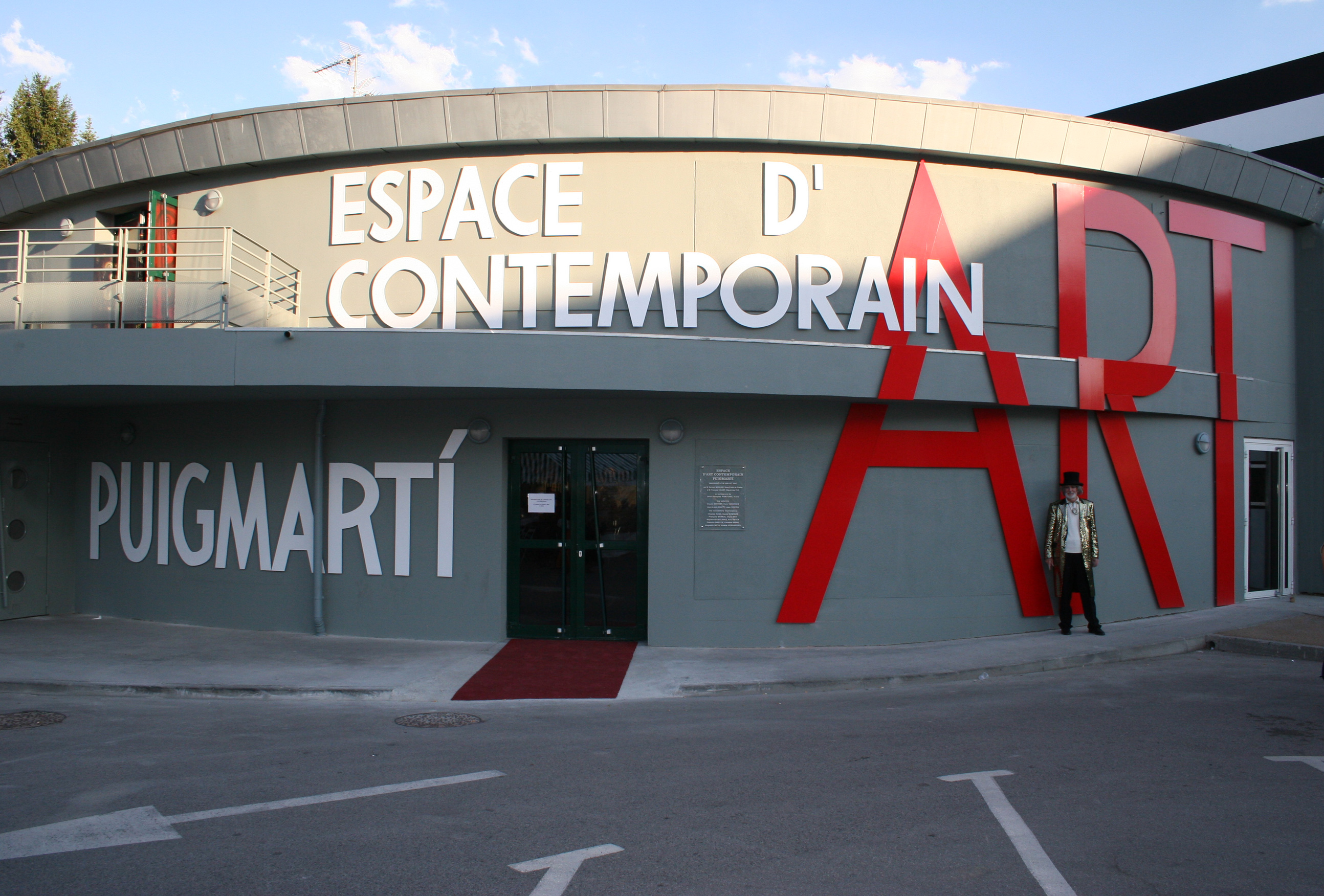
Josep Puigmartí frente al Espace d'Art en Bourg-Madame (Francia)

En el año 2007 el ayuntamiento de la ciudad fronteriza de Bourg-Madame (Francia) le declaró hijo predilecto, entregándole las llaves de la ciudad y dedicándole un museo permanente que lleva por nombre Espace d’art Puigmartí.
Fruto de sus múltiples viajes por todo el mundo, expuso en España, Andorra, Francia, Mónaco, Suecia, Dinamarca, Japón, Abu Dhabi, Colombia, Estados Unidos y  en el China Millennium Monument Contemporary Art Museum de Pekín,  China.